# Samsung Galaxy Z Flip 3
Samsung Galaxy Z Flip 3 – składany smartfon, który jest częścią serii Samsung Galaxy Z Flip. Został zaprezentowany przez Samsung Electronics 11 sierpnia 2021 roku.
Telefon obsługuje moduł 2G, 3G, 4G LTE, 5G.
Samsung Galaxy Z Flip 3 jest dostępny w czterech kolorach: Cream, Phantom Black, Green i Lavender.

## Specyfikacje

### Sprzęt

#### Aparat
Samsung Galaxy Z Flip 3 posiada dwa 12-megapikselowe obiektywy tylne oraz jeden 10-megapikselowy obiektyw przedni.

#### Procesor
Smartfon posiada ośmiordzeniowy procesor Kryo 680.

#### Pamięć Ram
Smartfon posiada 8 GB pamięci RAM.

#### Pamięć zewnętrzna
Podstawowo smartfon posiada 128 GB pamięci zewnętrznej.